# 1976 (numero)
Millenovecentosettantasei (1976) è il numero naturale dopo il 1975 e prima del 1977.

## Proprietà matematiche
- È un numero pari.
- È un numero composto da 16 divisori: 1, 2, 4, 8, 13, 19, 26, 38, 52, 76, 104, 152, 247, 494, 988, 1976. Poiché la somma dei suoi divisori (escluso il numero stesso) è 2224 > 1976, è un numero abbondante.
- È un numero felice.
- È un numero congruente.
- È un numero pratico.
- È un numero ottagonale.
- È un numero semiperfetto in quanto pari alla somma di alcuni (o tutti) i suoi divisori.
- È un numero odioso.
- È parte delle terne pitagoriche (630, 1976, 2074), (760, 1824, 1976), (768, 1976, 2120), (1482, 1976, 2470), (1976, 2343, 3065), (1976, 2550, 3226), (1976, 2907, 3515), (1976, 3705, 4199), (1976, 4485, 4901), (1976, 5607, 5945), (1976, 6270, 6574), (1976, 9282, 9490), (1976, 12768, 12920), (1976, 18720, 18824), (1976, 25650, 25726), (1976, 37518, 37570), (1976, 51357, 51395), (1976, 60993, 61025), (1976, 75075, 75101), (1976, 122010, 122026), (1976, 244032, 244040), (1976, 488070, 488074), (1976, 976143, 976145).

## Astronomia
- 1976 Kaverin è un asteroide della fascia principale del sistema solare.

## Astronautica
- Cosmos 1976 è un satellite artificiale russo.